# Andrés Jiménez (futbolista)
Andrés Jiménez (Panamá; 1997) es un futbolista panameño que juega como mediocampista en el Deportivo Upala de la Segunda División de Costa Rica.

## Carrera
Jiménez inició su trayectoria en ligas amateurs de Costa Rica. Llegó al Deportivo Upala, donde destacó por su capacidad física y rendimiento goleador. Durante el Torneo Clausura 2025, fue uno de los máximos anotadores con más de veinte goles.
En julio de 2025, se volvió viral en redes sociales luego de ser mencionado por el creador de contenido argentino Valen Scarsini, lo que incrementó masivamente su presencia en redes y atrajo el interés de clubes de Primera División.

## Palmarés

### Individual
- Máximo goleador del Torneo Clausura 2025 (Segunda División de Costa Rica)